# Michelle Bachelet
Verónica Michelle Bachelet Jeria (španjolski izgovor /βeˈɾonika miˈtʃɛl batʃˈlet ˈçeɾja/; Santiago, 29. rujna 1951.) čileanska je političarka, te od 2018. godine Visoka povjerenica Ujedinjenih naroda za ljudska prava. Bila je predsjednica Čilea u dva mandata, od 2006. do 2010., te od 2014. do 2018. godine. Prva je žena na poziciji predsjednika Čilea, kao i prva demokratski izabrana žena vođa neke države u Južnoj Americi. Godine 2010. imenovana je generalnom direktoricom UN Entiteta za rodnu ravnopravnost (danas UN Women).
Završila je medicinski fakultet, te specijalizirala pedijatriju. Bila je ministrica zdravstva i ministrica odbrane Čilea. Majka je troje djece, a sebe opisuje kao agnostika. Tečno govori engleski, a dobro poznaje i njemački, te portugalski jezik.

## Porodica
Bachelet je drugo dijete arheologinje Ángele Jerie Goméz (1926. – 2020.) i brigadira zračne posade, generala Alberta Bachelet Martineza (1923. – 1974.). Michellin prapradjed s očeve strane, Louis-Joseph Bachelet Lapierre, emigrirao je u Čile iz Francuske zajedno sa svojom ženom 1860. godine. 
Bacheletin pradjed s majčine strane, Máximo Jeria Chacón, bio je prva osoba u Čileu s diplomom agronomskog inženjerstva, te je otvorio brojne škole agronomije.

## Raniji život i karijera
Mladost
Bachelet je odrasla u La Cisterni, četvrti Santiaga. Ime je dobila po francuskoj glumici Michèle Morgan. Svoje djetinjstvo je provela živjeći u brojnim čileanskim gradovima, Quinteru, Antofagasti i San Bernardu, putujući od jedne do druge vojne baze. Godine 1962. s porodicom se preselila u Sjedinjene Države, s obzirom na to da je njezin otac dobio posao u ambasadi Čilea u Washingtonu. Dvije godine su živjeli u Bethesdi, Marylandu, gdje je Michelle pohađala Western Junior srednju školu, te naučila tečno pričati engleski jezik.
1964. vratila se u Čile, a 1969. završila Liceo N⁰1 Javiera Carrera, prestižnu srednju školu za djevojke. 1970. godine upisala se na Medicinski fakultet Univerziteta u Čileu. Njezina želja je bila da studira sociologiju ili ekonomiju, ali njen otac ju je nagovorio da upiše medicinu.
Bijeg
Zbog nedostatka hrane, vlada Salvadora Allenda imenovala je Bacheletinog oca za šefa Odjela za distribuciju hrane. 